# Kaplica św. Floriana w Józefowie
Kaplica świętego Floriana w Józefowie – rzymskokatolicki kościół filialny należący do parafii Wniebowzięcia Najświętszej Maryi Panny w Izbicy Kujawskiej (dekanat izbicki diecezji włocławskiej).
Jest to świątynia wzniesiona w 1639 roku. Odrestaurowano ją w 1816 roku dzięki funduszom hrabiego Ksawerego Zboińskiego, w 1864 roku została dobudowana kruchta. W 2000 roku wnętrze zostało odrestaurowane przez Małgorzatę Sadowską–Mathes oraz Ewę i Jerzego Matwijów. Generalny remont obiekyu został wykonany w latach 2011 – 12.
Budowla jest drewniana, jednonawowa, wzniesiona została w konstrukcji zrębowej. Kaplica jest orientowana, do jej budowy użyto drewna sosnowego. Świątynia jest salowa, nie posiada wydzielonego prezbiterium z nawy, zamknięta jest ścianą prostą. Z boku nawy umieszczona jest kruchta. Kaplicę nakrywa dach jednokalenicowy, złożony z gntów, na dachu znajduje się ośmiokątna wieżyczka na sygnaturkę. Jest ona zwieńczona blaszanym dachem hełmowym z latarnią. Wnętrze nakryte jest płaskim stropem. Chór muzyczny jest podparty dwoma słupami, na chórze jest umieszczony prospekt organowy z XIX wieku. Belka tęczowa jest ozdobiona późnobarokowym krucyfiksem. Ołtarz główny powstał w XIX wieku. Dwa ołtarze boczne, ambona i chrzcielnica pochodzą z XVIII stulecia. Rzeźby w stylu barokowym powstały w połowie XVIII wieku i są usytuowane na konsolach.